# Coupe du Brésil de football 2023
Navigation
Édition précédente Édition suivante
La Coupe du Brésil de football 2023 est la 35e édition de la Coupe du Brésil de football.
La compétition a débuté le 21 février 2023 et s'est terminée le 24 septembre 2023.

## Format
En cas d'égalité, une séance de tirs au but est organisé.
Le premier tour est composé de 80 participants, les 40 vainqueurs participent au deuxième tour, les 20 vainqueurs sont rejoints par 12 équipes de première division pour le troisième tour qui se dispute en match aller et retour. Les vainqueurs du troisième tour participent aux huitièmes de finale, jusqu'à la finale les matchs se déroulent en aller et retour.
Le vainqueur se qualifie pour la Copa Libertadores 2024 et la Supercoupe 2024. 

## Demi-finales
| Club        | Aller | Score | Retour | Club         |
| ----------- | ----- | ----- | ------ | ------------ |
| Corinthians | 2 - 1 | 2 - 3 | 0 - 2  | São Paulo FC |
| Grêmio      | 0 - 2 | 0 - 3 | 0 - 1  | Flamengo     |

## Finales
| 17 septembre 2023 | Flamengo | 0 – 1 | São Paulo FC | Stade Maracanã, Rio de Janeiro |
|                   |          |       |              | Spectateurs : 60 390           |

| 24 septembre 2023 | São Paulo FC | 1 – 1 | Flamengo | Stade Morumbi, São Paulo |
|                   |              |       |          | Spectateurs : 63 077     |

Le São Paulo FC remporte sa première Coupe du Brésil.